# World Journal of Gastroenterology
Il World Journal of Gastroenterology è una rivista medica settimanale sottoposta a revisione paritaria e ad accesso aperto, che pubblica articoli di ricerca nel campo della gastroenterologia. È stata fondata nel 1995 ed è pubblicata da Baishideng Publishing Group. Il caporedattore è Andrzej S. Tarnawski (California State University, Long Beach).

## Indicizzazione
Gli abstract e gli articoli della rivista sono indicizzati da:
- CAB Abstracts[2]
- Chemical Abstracts[3]
- Current Contents/Clinical Medicine[4]
- Index Medicus/MEDLINE/PubMed/PubMed Central[5]
- Science Citation Index Expanded[4]

Nel 2004, la rivista è stata rimossa dal Journal Citation Reports per l'eccessivo numero di autocitazioni, ed è poi stata riammessa quattro anni più tardi, quando il suo fattore di impatto è stato determinato in 2,081. Secondo il Journal Citation Reports, la rivista ha un fattore di impatto per il 2020 pari a 5,742, collocandosi al 28° posto fra 92 titoli presenti nella categoria "Gastroenterologia ed Epatologia".

## Articoli notevoli
Esempi derivati da Wikipedia
- Fitzgerald JE, White MJ, Lobo DN, Courvoisier's gallbladder: law or sign? (PDF), in World Journal of Surgery, vol. 33, n. 4, April 2009,  pp. 886–91, DOI:10.1007/s00268-008-9908-y, PMID 19190960. (tumore del pancreas)
- Glubb, Dylan M; Gearry, Richard B; Barclay, Murray L; Roberts, Rebecca L; Pearson, John; Keenan, Jacqui I; McKenzie, Judy; Bentley, Robert W, NOD2 and ATG16L1 polymorphisms affect monocyte responses in Crohn's disease., in World Journal of Gastroenterology, 2011, DOI:10.3748/wjg.v17.i23.2829, PMID 21734790. (malattia di Crohn)
- (EN) Antonio Tursi, Giovanni Brandimarte, Gian Marco Giorgetti e Walter Elisei, Assessment of small intestinal bacterial overgrowth in uncomplicated acute diverticulitis of the colon, in World journal of gastroenterology, vol. 11, n. 18, maggio 2005,  pp. 2773-6, DOI:10.3748/wjg.v11.i18.2773. URL consultato il 1º giugno 2016. (sindrome da iperproliferazione batterica)
- L Maagaard, DV Ankersen, Z Végh, J Burisch, L Jensen e N Pedersen, Follow-up of patients with functional bowel symptoms treated with a low FODMAP diet, in World Journal of Gastroenterology, vol. 22, n. 15, 2016,  pp. 4009–19, DOI:10.3748/wjg.v22.i15.4009. (FODMAP)
- Roland Assi, Peter W Hashim e Vikram B Reddy, Sexually transmitted infections of the anus and rectum, in World Journal of Gastroenterology : WJG, vol. 20, n. 41, 7 novembre 2014,  pp. 15262–15268, DOI:10.3748/wjg.v20.i41.15262. URL consultato il 4 novembre 2019. (pegging)
- Comino I, Moreno Mde L, Sousa C, Role of oats in celiac disease, in World Journal of Gastroenterology, vol. 21, n. 41, Nov 7, 2015,  pp. 11825–31, DOI:10.3748/wjg.v21.i41.11825, PMC 4631980, PMID 26557006.
«It is necessary to consider that oats include many varieties, containing various amino acid sequences and showing different immunoreactivities associated with toxic prolamins. As a result, several studies have shown that the immunogenicity of oats varies depending on the cultivar consumed. Thus, it is essential to thoroughly study the variety of oats used in a food ingredient before including it in a gluten-free diet.» (avena sativa)
- (EN) MJ Alter, Epidemiology of hepatitis C virus infection, in World journal of gastroenterology : WJG, vol. 13, n. 17, 7 maggio 2007,  pp. 2436–41, PMID 17552026. (epatite C)
- Glebe D, Urban S, Viral and cellular determinants involved in hepadnaviral entry, in World Journal of Gastroenterology, vol. 13, n. 1, 7 gennaio 2007,  pp. 22–38, PMID 17206752. URL consultato il 3 giugno 2011 (archiviato il 9 settembre 2011). (epatite B)
- Mirbagheri Seyed Amir; Mehrdad Hasibi; Mehdi Abouzari; Armin Rashidi, Triple, standard quadruple and ampicillin-sulbactam-based quadruple therapies for H pylori eradication: A comparative three-armed randomized clinical trial. World Journal of Gastroenterology, 2006. PMID 16937475 (helicobacter pylori)
- Wolthuis AM, Meuleman C, Tomassetti C, D'Hooghe T, de Buck van Overstraeten A, D'Hoore A, Bowel endometriosis: colorectal surgeon's perspective in a multidisciplinary surgical team, in World Journal of Gastroenterology, vol. 20, n. 42, novembre 2014,  pp. 15616-23, DOI:10.3748/wjg.v20.i42.15616, PMC 4229526, PMID 25400445. (endometriosi)
- J. Beck e Nassal, Hepatitis B virus replication, in World Journal of Gastroenterology, vol. 13, n. 1, 2007,  pp. 48–64, PMID 17206754.;  V. Bruss, Hepatitis B virus morphogenesis, in World Journal of Gastroenterology, vol. 13, n. 1, 2007,  pp. 65–73, PMID 17206755. (virus dell'epatite B)
- Asombang Akwi W, Rahman Rubayat, Ibdah Jamal A, Gastric cancer in Africa: Current management and outcomes, in World Journal of Gastroenterology, vol. 20, 2014,  pp. 3875-79, DOI:10.3748/wjg.v20.i14.3875. (tumore dello stomaco)
- Donald Cameron, Quak Seng Hock e Musal Kadim, Probiotics for gastrointestinal disorders: Proposed recommendations for children of the Asia-Pacific region, in World Journal of Gastroenterology, vol. 23, n. 45, 7 dicembre 2017,  pp. 7952-7964, DOI:10.3748/wjg.v23.i45.7952, PMID 29259371. URL consultato il 17 maggio 2018. (lactobacillus rhamnosus)
- (EN) Naim Alkhouri, Barbara Kaplan, Marsha Kay, Amy Shealy, Carol Crowe, Susanne Bauhuber, Martin Zenker, Johanson-Blizzard syndrome with mild phenotypic features confirmed by UBR1 gene testing, in World Journal of Gastroenterology, vol. 14, n. 44, 28 novembre 2008,  pp. 6863-6866, DOI:10.3748/wjg.14.6863, PMID 19058315. (sindrome di Johanson-Blizzard)
- Lynne Vernice McFarland, Metehan Ozen e Ener Cagri Dinleyici, Comparison of pediatric and adult antibiotic-associated diarrhea and Clostridium difficile infections, in World Journal of Gastroenterology, vol. 22, n. 11, 21 marzo 2016,  pp. 3078-3104, DOI:10.3748/wjg.v22.i11.3078. URL consultato il 25 gennaio 2021. (colite pseudomembranosa)
- B Ariff, Lloyd, CR, Khan, S, Shariff, M, Thillainayagam, AV, Bansi, DS, Khan, SA, Taylor-Robinson, SD e Lim, AK, Imaging of liver cancer, in World journal of gastroenterology : WJG, vol. 15, n. 11, 21 marzo 2009,  pp. 1289–300, DOI:10.3748/wjg.15.1289, PMC 2658841, PMID 19294758. (tumore del fegato)
- Marcelo A Beltrán, Mirizzi syndrome: History, current knowledge and proposal of a simplified classification, in World Journal of Gastroenterology : WJG, vol. 18, n. 34, 14 settembre 2012,  pp. 4639–4650, DOI:10.3748/wjg.v18.i34.4639. URL consultato il 16 luglio 2018. (sindrome di Mirizzi)
- (EN) A. Lobb, Hepatoxicity associated with weight-loss supplements: A case for better post-marketing surveillance, in World Journal of Gastroenterology, vol. 15, n. 14, 2009,  pp. 1786–1787, DOI:10.3748/wjg.15.1786, PMC 2668789, PMID 19360927. (garcinia gummi-gutta)